# Murina annamitica
Murina annamitica är en fladdermus i familjen läderlappar som förekommer i Sydostasien. Artepitet i det vetenskapliga namnet syftar på Annamitiska bergskedjan där typexemplaret hittades.

## Utseende
Typisk för alla arter i släktet Murina är rörformiga näsborrar. Fladdermusen är liten med 29 till 34 mm långa underarmar, en 32 till 40 mm lång svans, öronen som är 12 till 15 mm stora och en vikt av 4,5 till 8 g. Håren av den yviga pälsen på ovansidan är gråa vid roten, gulbruna i mitten och intensiv orangebruna vid spetsen. Vid undersidan är den gråa basen längre och hårspetsen är gulbrun. Arten har avrundade öron med en lång tragus. På svansflyghuden, benen och fötterna förekommer flera orangebruna hår. Ett annat kännetecken är inre premolarer som är kortare än hörntänderna samt lika lång som följande premolarer. Hos den liknande Murina cyclotis är hårens gråa del kortare och kindtändernas kronor avviker. Jämförd med Murina huttoni är 'Murina annamitica tydlig mindre.

## Utbredning och ekologi
Utbredningsområdet sträcker sig från norra Thailand, Laos och Vietnam längs halvöns östra sida till södra Vietnam. Fladdermusen lever i kulliga regioner och bergstrakter mellan 500 och 1300 meter över havet. Habitatet utgörs av lövskogar som delvis har en tät undervegetation av bambu samt av savanner med olika träd.
Levnadssättet är i princip okänt.

## Hot
Hur skogsröjningar påverkar beståndet är oklart. Det finns ungefär 15 fyndplatser med ett fåtal individer. Utbredningen är däremot stor. IUCN listar arten som livskraftig (LC).